# Alberto Masi
Alberto Masi (Génova, Provincia de Génova, Italia, 2 de septiembre de 1992) es un futbolista Italiano. Juega de defensa y su equipo actual es el Atalanta B. C. U23 de la Serie C de Italia.

## Selección nacional
Ha sido internacional con la selección de fútbol de Italia sub-21. Debutó el 15 de agosto de 2012, en un encuentro ante la selección de los Países Bajos que finalizó con marcador de 3-0 a favor de los italianos.

## Clubes
| Club                       | País   | Año       |
| -------------------------- | ------ | --------- |
| Sampdoria                  | Italia | 2009-2011 |
| U. S. Lavagnese (préstamo) | Italia | 2009-2010 |
| Pro Vercelli               | Italia | 2011-2012 |
| Juventus F. C.             | Italia | 2012-2013 |
| Pro Vercelli (préstamo)    | Italia | 2012-2013 |
| Ternana (préstamo)         | Italia | 2013      |
| Ternana                    | Italia | 2013-2017 |
| Bari                       | Italia | 2017-2018 |
| Spezia (préstamo)          | Italia | 2017-2018 |
| Pisa                       | Italia | 2018-2019 |
| Pro Vercelli               | Italia | 2019-2023 |
| Triestina (préstamo)       | Italia | 2023      |
| Atalanta B. C. U23         | Italia | 2023-     |